# Флаг Китая
Флаг Китайской Народной Республики (кит. упр. 中华人共和国国旗; также «Пятизвёздный красный флаг»; кит. упр. 五星红旗, пиньинь Wǔxīng-Hóngqí) — один из государственных символов Китайской Народной Республики. Был разработан Цзэн Ляньсуном, экономистом и актёром из провинции Чжэцзян. Флаг был утверждён 27 сентября 1949 года на Народном политическом консультативном совете.

## Создание
За три с половиной месяца до образования КНР, 15 июня 1949 года, в Бэйпине был создан Подготовительный комитет по созыву НПКСК, подразделявшийся на шесть групп, шестая из которых была ответственна, в частности, за разработку Государственного флага, Государственного герба и Государственного гимна. 13 июля 1949 года Подготовительный комитет опубликовал во всех крупных всекитайских периодических изданиях призыв предлагать проекты Государственного флага, Государственного герба, слов и музыки Государственного гимна. Всего Подготовительный комитет получил 1920 письменных отзывов и 2992 эскизных изображения. Эксперты шестой группы Подготовительного комитета тщательно рассмотрели их и отобрали 38 проектов, которые в форме «Справочных материалов проектов Государственного флага» были представлены всем представителям НПКСК для обсуждения и принятия решения. В результате был отобран проект № 32 работника Шанхайского современного экономического новостного агентства Цзэн Ляньсуна. В процессе рассмотрения в его проект были внесены изменения, в частности, для упрощения были удалены серп и молот из центра большой звезды. На первой пленарной сессии НПКСК, во второй половине дня 27 сентября 1949 года была принята резолюция относительно Государственного флага:

В качестве Государственного флага Китайской Народной Республики принято красное пятизвёздное знамя, символизирующее великое единство революционного китайского народа.
Оригинальный текст (кит.)通过中华人民共和国的国旗为五星红旗，象征中国革命人民大团结。

Оригинальный эскиз Цзэн Ляньсуна представлял собой прямоугольник из красной блестящей вощёной бумаги размером 29,8×45 см, на который были наклеены вырезанные из жёлтой подобной бумаги звёзды. Цзэн Лянсун изготовил два таких эскиза: один, с приложенным значением флага и инструкцией по его изготовлению, он отправил Подготовительному комитету по созыву НПКСК, а другой оставил у себя. В мае 1994 года хранившийся у него экземпляр Цзэн Лянсун подарил музею, который ныне называется Национальный музей Китая.

## Дизайн

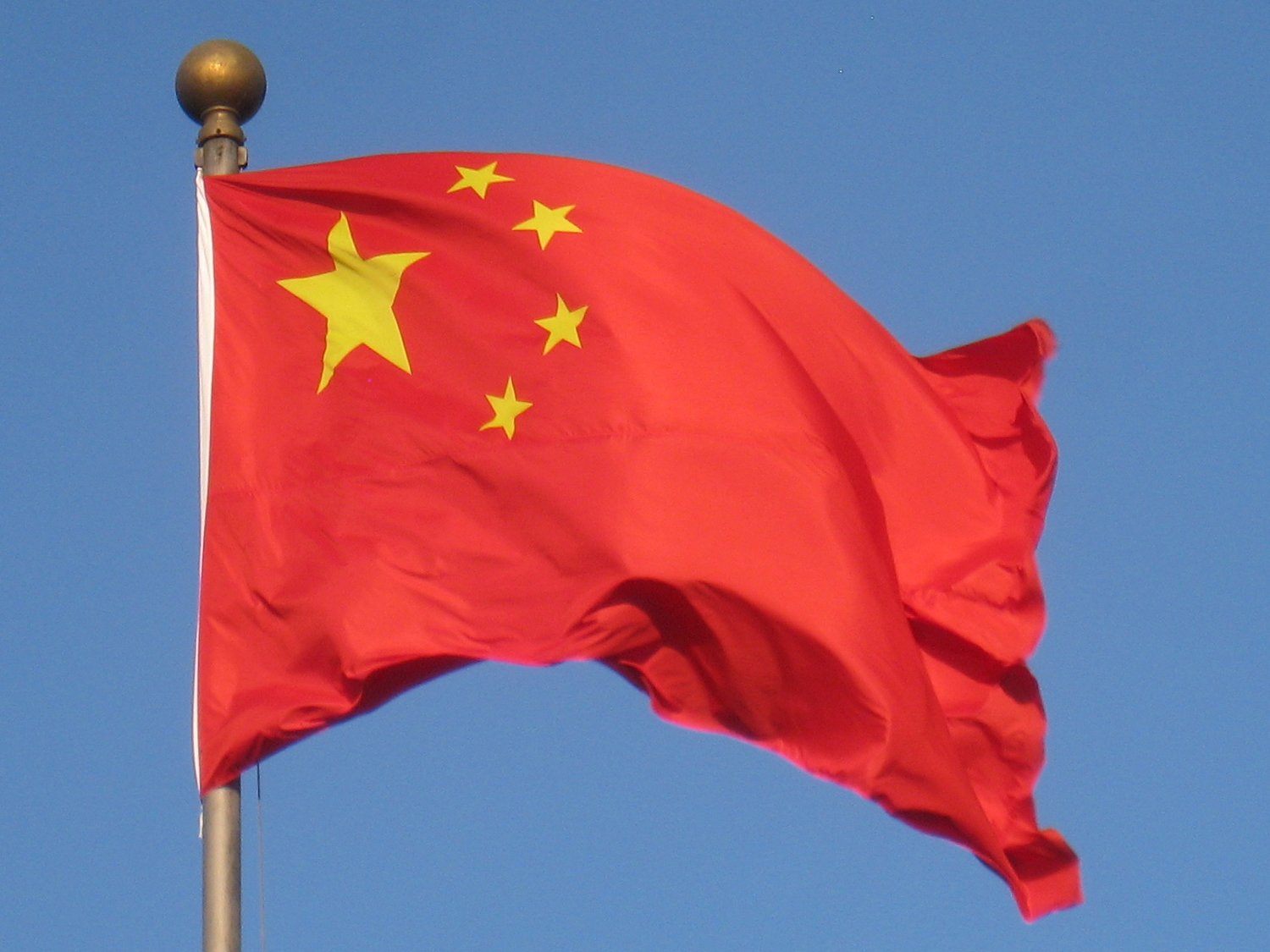
Флаг Китайской Народной Республики на флагштоке

Красный цвет флага символизирует революцию. В левом верхнем углу флага помещены пять пятиконечных жёлтых звёзд: одна, относительно большая, — слева, и четыре меньших дугой окружают её справа. При этом четыре меньшие звезды расположены так, что кончик одного из лучей каждой из них указывает на центральную точку большой звезды. Крупная звезда олицетворяет лидерство коммунистической партии. Официального толкования 4 меньших звёзд нет: в самом Китае популярна трактовка, согласно которой они символизируют четыре класса — пролетариат, крестьянство, интеллигенцию и армию. Сам Мао Цзэдун определял четыре класса как «рабочий класс, крестьянство, городскую мелкую буржуазию и национальную буржуазию под руководством рабочего класса». На Олимпиаде 2016 года по ошибке организаторов были использованы некорректные флаги Китая с «параллельными» звёздами, в связи с чем ведущий Центрального телевидения Китая Цуй Юнъюань заявил, что государственный флаг — это символ страны и никакие ошибки в отношении него непозволительны.
Похожий дизайн и у других флагов, используемых в Китайской Народной Республике: элементы на фоне основного красного цвета — символа Революции. Так, на флаге армии Китая изображена большая золотая звезда вместе с китайскими иероглифами 八一 (что означает «1 августа» — дата её основания). На флаге Коммунистической партии Китая все звёзды государственного флага заменены на партийный символ — серп и молот.
Города и провинции Китая не могут иметь собственные флаги согласно правительственным постановлениям, единственное исключение сделано для специальных административных районов Гонконг и Макао. Несмотря на это, по меньшей мере два города установили свои флаги после принятия этого закона. Эти города — Кайфын и Шанжао — установили свои флаги в марте 2006 года и в марте 2009, соответственно. Можно предположить, что этот закон либо отменён, либо не исполняется.

## Цвета
| Текстиль           | Текстиль | Стимулы ЗначениеY10 | Цвет координаты | Цвет координаты | Допустимая ошибка                                      |
| Текстиль           | Текстиль | Стимулы ЗначениеY10 | x10             | y10             | Допустимая ошибка                                      |
| ------------------ | -------- | ------------------- | --------------- | --------------- | ------------------------------------------------------ |
| Химические волокна | Красный  | 9.4                 | 0.555           | 0.328           | Все {\displaystyle \Delta E_{ab}^{\,\bullet }\leq 2.0} |
| Химические волокна | Золотой  | 41.2                | 0.446           | 0.489           | Все {\displaystyle \Delta E_{ab}^{\,\bullet }\leq 2.0} |
| Шёлк               | Красный  | 12.3                | 0.565           | 0.325           | Все {\displaystyle \Delta E_{ab}^{\,\bullet }\leq 2.0} |
| Шёлк               | Золотой  | 32.4                | 0.450           | 0.463           | Все {\displaystyle \Delta E_{ab}^{\,\bullet }\leq 2.0} |
| Хлопок             | Красный  | 9.2                 | 0.595           | 0.328           | Все {\displaystyle \Delta E_{ab}^{\,\bullet }\leq 2.0} |
| Хлопок             | Золотой  | 33.0                | 0.467           | 0.463           | Все {\displaystyle \Delta E_{ab}^{\,\bullet }\leq 2.0} |
| Рукав              | Белый    | 78.0                | -               | -               | Y10 стимул значение должно составлять не менее 78      |

## Флаги специальных административных районов
В соответствии с распоряжением, принятым властями КНР, городам и провинциям Китая больше не разрешается использовать свою собственную символику. Исключениями являются лишь флаг Макао и флаг Гонконга.
При любом одновременном использовании флага САР (Гонконг и Макао) с флагом КНР последний должен развеваться по центру, над флагом САР или же в более заметной позиции, чем у регионального флага. Флаг САР должен быть меньше в размере, чем флаг КНР, и должен находиться по левому краю от него. Когда флаги используются в здании, левая и правая сторона смотрящего на флаг человека, обращённого спиной к стене, используются как опорные точки для левой и правой сторон флага. Когда флаги используются за пределами здания, левая и правая сторона человека, стоящего перед зданием и смотрящего на главный вход, используются как опорные точки. Флаг КНР должен подниматься перед флагом САР, и он должен опускаться после флага САР.

## Исторические флаги Китая

Флаг Империи Цин 1862—1889
Флаг Империи Цин 1889—1912
Флаг Китайской Республики 1912—1928
Флаг армии Уханя во время Синьхайской революции (вариант с 18 точками)
Флаг армии Уханя во время Синьхайской революции (вариант с 19 точками)
Флаг Синего Неба и Белого Солнца (флаг Гоминьдана)
Флаг Китайской Республики с 1928 по 1949, флаг Тайваня с 1949

## Флаги государственных организаций

Флаг НОАК
Флаг Военно-морских сил КНР
Флаг Компартии Китая с 1942 по 1996 год
Флаг Компартии Китая с 1996 года
Флаг китайских пионеров
Флаг Коммунистического союза молодёжи Китая